# Shyam Lal Meena
Shyam Lal Meena, född 4 mars 1965, är en indisk bågskytt. Han deltog vid olympiska sommarspelen 1988.